# آفات عنقية غير نخرية
الآفات العنقية غير النخرية (NCCLs) هي مجموعة من الآفات التي تتميز بفقدان أنسجة الأسنان الصلبة في منطقة تقاطع الملاط والمينا (الموصل الملاطي المينائي) (CEJ) في عنق السن، والحالة غير ناتجة عن تأثير البكتريا أو الالتهابات. تتنوع هذه الآفات في الشكل، فقد تأخذ شكل آفات منخفضة عادية تظهر بشكل قبة أو كوب، أو آفات عميقة على شكل إسفين تتجه قمته إلى الداخل. قد تحدث الآفات العنقية غير النخرية إما أعلى أو أسفل مستوى اللثة، على أي سطح من أسطح الأسنان.

## الآفات العنقية غير النخرية كأدلة آثارية
عندما توجد الآفات العنقية غير النخرية في العينات الأثرية، فإنها توفر نظرة ثاقبة للسلوك والنظام الغذائي للنوع. التآكل هو الآلية الأكثر شيوعًا للآفات العنقية غير النخرية التي لوحظت في العينات الأثرية، وينتج عن الاحتكاك غير المتعلق بالمضغ، غالبًا من خلال السلوك الثقافي أو العلاجي. تُعزى معظم علامات الآفات العنقية غير النخرية في الأمثلة الأثرية إلى التآكل، مع انتشار «أخاديد المسواك» بشكل خاص. قد يؤدي التآكل الحمضي بشكل أقل شيوعًا إلى الإصابة بالآفات العنقية غير النخرية، وسببه الانحلال الكيميائي لأنسجة الأسنان نتيجة الأحماض من أصل غير بكتيري، وغالبًا ما تكون عن طريق اتباع الحميات منخفضة الأس الهيدروجيني (حموضة عالية). لم يُشاهد التقشر (وهو مفهوم نظري يشرح فقدان بنية الأسنان أو التسحج غير الناتج عن تسوس الأسنان) أبدًا في عينات ما قبل العصر الحديث، مما دفع بعض الباحثين إلى اقتراح أنها مشكلة حديثة بشكل فريد بسبب التغييرات الغذائية والسلوكية الحديثة.

## وبائيًا
يوجد تباين كبير في معدلات الانتشار العالمية المبلغ عنها عن الآفات العنقية غير النخرية. وفقًا للأدبيات العلمية، يتراوح انتشار الحالة من 9.1% إلى 93% لدى البالغين الذين تتراوح أعمارهم بين 16 و75 عامًا. يبلغ المتوسط المرجح لانتشار الآفات العنقية غير النخرية بين البالغين 46.7%. عند مقارنة المناطق الجغرافية، تمتلك أمريكا الجنوبية أعلى معدل انتشار مُبلغ عنه للآفات العنقية غير النخرية، في حين أن الولايات المتحدة لديها أدنى معدل انتشار. تشير الدراسات إلى ميل لانتشار المرض مع تقدم العمر. كلما كبر عدد السكان المدروسين، ازدادت نسبة الآفات الموجودة وعددها وحجمها. تظهر العديد من الدراسات أيضًا وجود صلة بين نظافة الفم الجيدة وتكرار أعلى لحالات الآفات العنقية غير النخرية. يمتلك الأشخاص الذين يستخدمون الفرشاة مرتين يوميًا معدل انتشار أعلى من الناحية الإحصائية ل الآفات العنقية غير النخرية مقارنة بأولئك الذين يستخدمون الفرشاة بشكل أقل تكرارًا.

## التشخيص
نتيجة وجود مسببات مرضية متعددة العوامل للآفات العنقية غير النخرية، يُعتبر التاريخ الطبي الشامل وتاريخ الأسنان أمر ضروري لضمان التشخيص السريري الدقيق. يتضمن ذلك الحصول على معلومات عن النظام الغذائي للمريض والتاريخ الاجتماعي ونمط الحياة وعادات تنظيف الأسنان بالفرشاة.
ذكرت مراجعة منهجية من قبل الباحث تيكسيرا Teixeira وزملاؤه أن معظم تشخيصات الآفات العنقية غير النخرية مستمدة من مجموعة من الفحوصات السريرية البصرية واللمسية تحت إضاءة كافية. تُصوَّر الحالة على أنها خسارة سريرية لأنسجة الأسنان الممعدنة عند تقاطع الملاط والمينا (CEJ) في أسطح الأسنان الشدقية أو اللسانية. يوجد أيضًا إجماع على أن تعرّض عاج الأسنان هو مؤشر موثوق لفقدان أنسجة الأسنان.
يتضمن الفحص السريري اللمسي تشغيل مسبار استكشافي بشكل جانبي مقابل أسطح التقاطع بين الملاط والمينا في موقع الآفة المشتبه بها. يجب أن تكون الآفة ناعمة وغير مجوفة.